# دریاچه اشک
دریاچهٔ اشک (به انگلیسی: The Lake of Tears) جلد دوم مجموعهٔ هشت جلدی «در جستجوی دلتورا»، اثر امیلی رودا(جنیفر روو) نویسنده استرالیایی است.